# 陳廷謙
陳廷謙（英語：Chan Arthur Joseph，1987年—），籍貫廣東省南海縣，香港前大律師。人稱「金牙大狀」的清洪資深大律師徒弟。曾任香港高等法院大法官薛偉成法庭助理。

## 背景
曾就讀德瑞國際學校及倫敦達利奇學院；並於2009年取得倫敦大學亞非學院經濟學（榮譽）理學士學位，後獲香港中文大學授予法律博士學位，於2014年在香港獲認許為大律師。他曾在七警案代表第三被告白榮斌抗辯。